# Elk Grove Village
Elk Grove Village är en ort (village) i Cook County, och  DuPage County, i delstaten Illinois, USA. Enligt United States Census Bureau har orten en folkmängd på 33 272 invånare (2011) och en landarea på 29,4 km².
Billy Corgan från rockgruppen The Smashing Pumpkins är född i Elk Grove Village.